# Divize D 1965/1966
V soubojích 1. ročníku Moravskoslezské divize D 1965/66 (jedna ze skupin 3. fotbalové ligy) se utkalo 14 týmů každý s každým dvoukolovým systémem podzim–jaro. Tento ročník začal v srpnu 1965 a skončil v červnu 1966.
Před sezonou došlo k reorganizaci nižších soutěží, Divize D vznikla jako jedna ze skupin 3. nejvyšší soutěže.

## Nové týmy v sezoně 1965/66
- Ze II. ligy – sk. B 1964/65 sestoupila do Divize D mužstva TJ MŽ Olomouc, TJ KPS Brno a TJ ZKL Brno.
- Z Jihomoravského krajského přeboru 1964/65 (naposled jako 3. nejvyšší soutěž) postoupilo těchto 5 mužstev: vítězné RH Znojmo, dále TJ Železárny Prostějov, TJ Baník Ratíškovice, TJ Fatra Napajedla a TJ Gottwaldov Letná („B“).
- Ze Severomoravského krajského přeboru 1964/65 (naposled jako 3. nejvyšší soutěž) postoupilo těchto 6 mužstev: vítězné VTJ Dukla Olomouc, dále ŽD Bohumín, TJ Spartak Vsetín, TJ Ostroj Opava, TJ Stachanov Hrušov a TJ Meopta Přerov.

## Konečná tabulka
Zdroj: 
| Poř. | Tým                           | Z  | V  | R  | P  | VG | OG | B  |
| ---- | ----------------------------- | -- | -- | -- | -- | -- | -- | -- |
| 1.   | TJ Spartak Vsetín (N)         | 26 | 13 | 8  | 5  | 44 | 27 | 34 |
| 2.   | TJ ZKL Brno (S)               | 26 | 14 | 4  | 8  | 41 | 34 | 32 |
| 3.   | TJ KPS Brno (S)               | 26 | 12 | 8  | 6  | 39 | 21 | 32 |
| 4.   | TJ MŽ Olomouc (S)             | 26 | 10 | 7  | 9  | 39 | 37 | 27 |
| 5.   | TJ Gottwaldov Letná („B“) (N) | 26 | 11 | 4  | 11 | 42 | 46 | 26 |
| 6.   | TJ Železárny Prostějov (N)    | 26 | 11 | 4  | 11 | 39 | 44 | 26 |
| 7.   | TJ Fatra Napajedla (N)        | 26 | 10 | 6  | 10 | 32 | 47 | 26 |
| 8.   | VTJ Dukla Olomouc (N)         | 26 | 7  | 11 | 8  | 43 | 33 | 25 |
| 9.   | RH Znojmo (N)                 | 26 | 9  | 7  | 10 | 47 | 37 | 25 |
| 10.  | ŽD Bohumín (N)                | 26 | 9  | 7  | 10 | 31 | 32 | 25 |
| 11.  | TJ Baník Ratíškovice (N)      | 26 | 11 | 3  | 12 | 42 | 47 | 25 |
| 12.  | TJ Baník Stachanov Hrušov (N) | 26 | 7  | 9  | 10 | 32 | 40 | 23 |
| 13.  | TJ Meopta Přerov (N)          | 26 | 6  | 9  | 11 | 28 | 35 | 21 |
| 14.  | TJ Ostroj Opava (N)           | 26 | 6  | 4  | 16 | 34 | 53 | 16 |

Poznámky:
- Z = Odehrané zápasy; V = Vítězství; R = Remízy; P = Prohry; VG = Vstřelené góly; OG = Obdržené góly; B = Body; (S) = Mužstvo sestoupivší z vyšší soutěže; (N) = Mužstvo postoupivší z nižší soutěže (nováček)

|  | Postup do II. ligy – sk. B 1966/67                    |
|  | Sestup do Jihomoravského oblastního přeboru 1966/67   |
|  | Sestup do Severomoravského oblastního přeboru 1966/67 |